# مارتین تاو
مارتین تاو (دانمارکی: Martin Thau; ۲۸ ژوئیهٔ ۱۸۸۷ – ۸ مهٔ ۱۹۷۹) ژیمناست هنری اهل دانمارک بود.